# Mitchell Park Horticultural Conservatory
El Mitchell Park Horticultural Conservatory (anomenat també The Domes o Mitchell Park és un jardí botànic situat a  Milwaukee a Wisconsin (Estats Units).
El jardí botànic data de 1898 i es constitueix de tres grans  cúpules (domes) de vidre. Protegeix plantes àrides i cactus, flors i plantes tropicals i presenta nombroses varietats florals. El conjunt es presenta en 7 pisos on es reconstitueixen sobretot un desert, una selva tropical i nombroses altres presentacions hortícoles.